# Forfatterskab
Et forfatterskab er en forfatters samlede værker. Det vil sige alt en forfatter har udgivet.
Ordet kan også bruges i betydningen "det at være forfatter til et bestemt skrift". Denne betydning svarer til engelsk authorship – et ord som ikke kan anvendes om "en forfatters samlede værker".
| Sprog og litteratur | Spire Denne artikel om litteratur er en spire som bør udbygges. Du er velkommen til at hjælpe Wikipedia ved at udvide den. |